# Туньчан
Туньча́н (кит. упр. 屯昌, пиньинь Túnchāng) — уезд провинциального подчинения провинции Хэнань (КНР).

## История
Ещё в то время, когда остров Хайнань был под гоминьдановским контролем, парткомом Специального района Цюнья (琼崖专区) 17 февраля 1948 года было принято решение о создании на стыке уездов Цюншань и Чэнмай нового уезда Синьминь (新民县). 2 февраля 1949 года ещё 5 волостей были выделены в отдельную единицу уездного уровня — Динсиский особый район (定西特别区).
После того, как остров Хайнань был занят войсками НОАК, в мае 1950 года Динсиский особый район был присоединён к уезду Синьминь. Так как выяснилось, что в провинции Ляоси уже имеется уезд Синьминь, в 1952 году решением Госсовета КНР уезд Синьминь Административного района Хайнань (海南行政区) провинции Гуандун был переименован в Туньчан по названию посёлка, в котором размещались его власти.
В 1958 году уезды Динъань и Туньчан были объединены в уезд Динчан (定昌县), но в 1961 году он был снова разделён на уезды Динъань и Туньчан.
В 1970 году Административный район Хайнань был переименован в Округ Хайнань (海南地区), но в 1972 году округ снова стал административным районом.
13 апреля 1988 года Административный район Хайнань был преобразован в отдельную провинцию Хайнань.

## Административное деление
Уезд делится на 8 посёлков.

## Климат
Климат тропический муссонный, в году много солнечных дней (среднегодовое солнечное время составляет 1900—2100 часов), много дождей, среднегодовая температура составляет 23° C, ежегодное среднее количество осадков 1900—2400 мм.

## Население
В конце 2010 года население составляло 295 тысяч человек, есть 15 этнических групп, включая хань, ли, мяо, чжуан.